# 哈珀冰川
哈珀冰川（英語：Harper Glacier），是南極洲的冰川，位於維多利亞地的斯科特海岸，最終注入坎貝爾冰川，美國地質調查局根據測量和該國海軍的空中照片繪入地圖，現時由南極條約體系管理。